# 富士里村
富士里村（ふじさとむら）は、長野県上水内郡にあった村。現在の信濃町大字大井・穂波・平岡にあたる。

## 地理
- 山：霊仙寺山、鍋山
- 河川：鳥居川

## 歴史
- 1889年（明治22年）4月1日 - 町村制の施行により、大井村・穂波村・平岡村の区域をもって発足。
- 1955年（昭和30年）7月1日 - 柏原村と合併して信濃村が発足。同日富士里村廃止。
- 1956年（昭和31年）9月30日 - 信濃村が古間村・信濃尻村と合併して信濃町が発足。